# Negueira de Muñiz
Negueira de Muñiz – niewielka miejscowość w Hiszpanii we wspólnocie autonomicznej Galicja w prowincji Lugo.